# John Hungerford Pollen
John Hungerford Pollen (22 de setembro de 1858–1925) foi um jesuíta inglês, conhecido como historiador da Reforma Protestante.

## Vida
John Hungerford Pollen era filho de John Hungerford Pollen e Maria Margaret Pollen. O terceiro de dez filhos, nasceu em Londres em 1858. Seu pai era professor de belas artes na Universidade Católica de Dublin. Pollen júnior foi educado na The Oratory School em Birmingham e depois na London University.
Pollen entrou na Companhia de Jesus em 1877 e foi ordenado em 1891. Em 1895, foi-lhe atribuída a tarefa de criar uma história da Sociedade na Inglaterra. Pollen envolveu-se em pesquisas históricas e arquivos. Sua pesquisa o levou pela Inglaterra, França e Itália. Em 1920, ele detinha o título de Guardião dos Arquivos.
Ele fez parte do grupo de historiadores jesuítas que restauraram a reputação de Robert Persons. Ele foi influente na história do termo Contra-Reforma, aceitando para o lado católico a denominação para o período da reforma católica centrada no Concílio de Trento, mas ao mesmo tempo oferecendo uma interpretação que o tornava menos reativo, em relação à Reforma Protestante. Essas ideias foram apresentadas no artigo da Enciclopédia Católica de 1908 que ele escreveu sobre o assunto. Pollen também foi colaborador do The Month e do Dublin Review.
Pollen foi vice-postulador para a beatificação dos mártires ingleses.
Foi correspondente de Georg Cantor, desde 1896 e membro fundador com Joseph Stanislaus Hansom da Catholic Record Society em 1904.

## Obras
- Acts of the English Martyrs (1891)
- Life of Father John Morris (1886)
- Papal Negotiations with Mary, Queen of Scots (1901)[8]
- Unpublished Documents Relating to the English Martyrs (1908)
- The Bedingfield Papers (1909)
- A Jesuit Challenge: Edmund Campion's Debates at the Tower of London in 1581 (1914; ed. com Joseph Rickaby)
- The English Catholics in the Reign of Queen Elizabeth (1920)